# Свято-Миколаївський храм-каплиця
Свято-Миколаївський храм-каплиця — храм Сєвєродонецької єпархії Української православної церкви московського патріархату. Перше богослужіння відбулося у травні 2009 року.

## Галерея

У травні 2011 року